# 茨城県道148号東山田岩瀬線

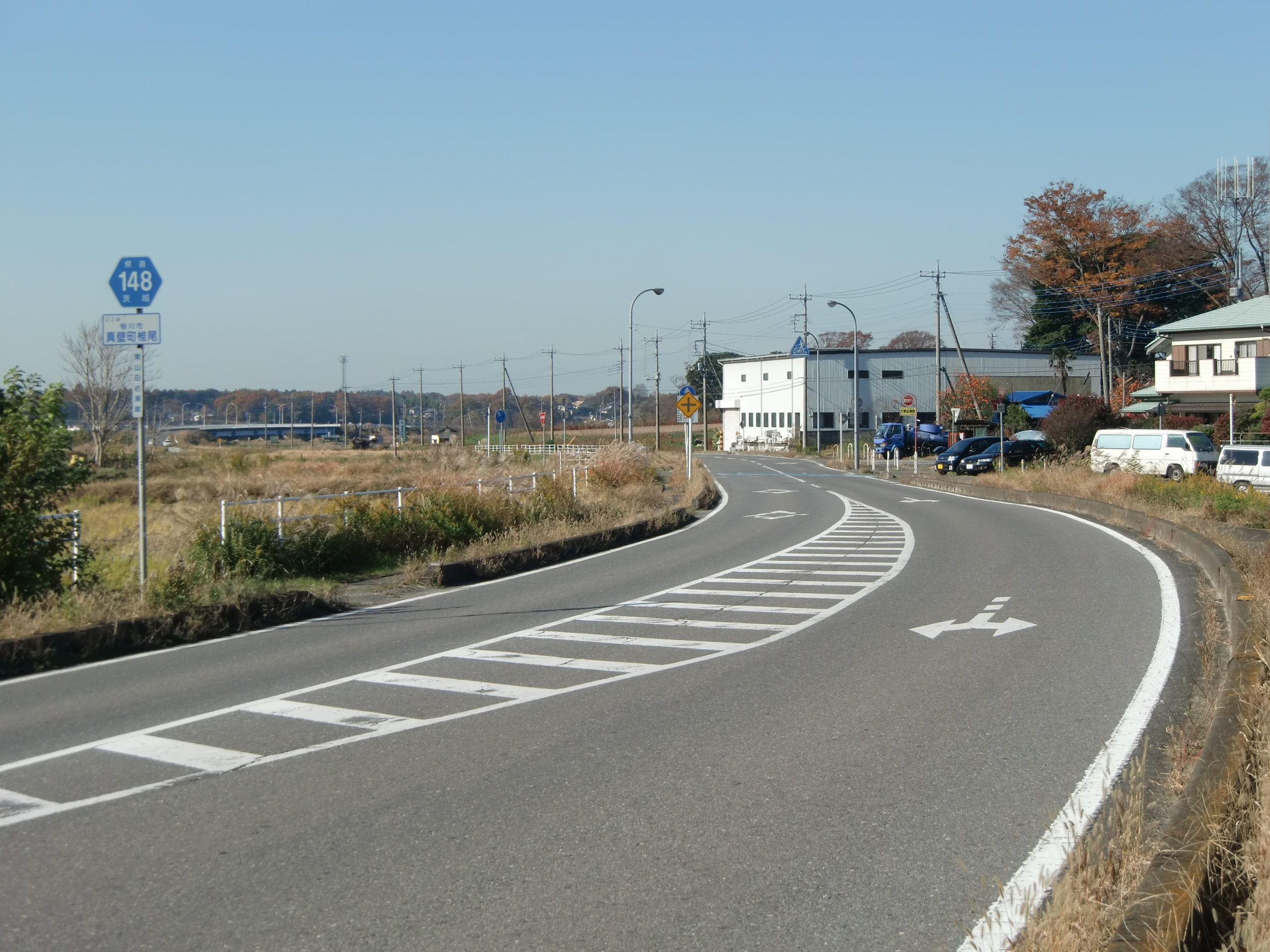
桜川市真壁町椎尾・起点付近（2010年11月）

茨城県道148号東山田岩瀬線（いばらきけんどう148ごう ひがしやまだいわせせん）は、茨城県桜川市真壁町椎尾から筑西市を通り、桜川市長方に至る一般県道である。

## 概要
桜川市真壁町椎尾の茨城県道41号つくば益子線より分岐北上し、同市長方の国道50号まで、桜川市西部地域を南北に縦断する延長約15キロメートル (km) の路線。路線名の「東山田」は、桜川市真壁町東山田を指し、1959年の路線認定当初の起点は東山田にあったが、その後の道路改良により起点位置を現在、真壁町椎尾に変更している。また「岩瀬」は、桜川市岩瀬地区（旧町名：西茨城郡岩瀬町）に由来する。

### 路線データ
- 起点：茨城県桜川市真壁町椎尾字山ノ神4021番地先（茨城県道41号つくば益子線交点）[1]
- 終点：茨城県桜川市中泉338番2地先（国道50号交点＝長方交差点）[2]
- 総延長：15.423 km[3]
- 重用延長：0.103 km[3]
- 未供用延長：なし[3]
- 実延長：15.320 km[3]
- 自動車交通不能区間延長[注釈 1]：なし[3]

## 歴史
1959年（昭和34年）10月14日、新たな県道として真壁郡真壁町大字東山田を起点とし、西茨城郡岩瀬町を終点とする区間を本路線とする県道東山田岩瀬線として茨城県が県道路線認定した。
1995年（平成7年）、整理番号148となり現在に至る。

### 年表
- 1959年（昭和34年）10月14日
  - 路線認定（図面対照番号118）[4]。
  - 道路の区域は、真壁郡真壁町大字東山田の県道赤浜上大島真壁線（現在の県道つくば益子線にあたる）分岐から西茨城郡岩瀬町大字長方の二級国道前橋水戸線（国道50号）交点までと決定された[5]。
- 1987年（昭和62年）12月10日：真壁町大字椎尾（起点付近）のバイパス（620 m）を開通[6]。
- 1988年（昭和63年）7月7日：真壁町大字椎尾地内の旧道（920 m）が指定解除され真壁町道へ降格[1][注釈 2]。
- 1990年（平成2年）11月21日：真壁郡大和村大字大国玉地内のバイパス道路（約0.5 km）を供用開始[7]。
- 1995年（平成7年）3月30日：整理番号177から現在の番号（整理番号148）に変更される[8]。
- 1996年（平成8年）4月25日：大和村大字大国玉地内の旧道（544 m）が指定解除により村道に降格する[9]。
- 1999年（平成11年）6月3日：真壁郡明野町大字宮後 - 同郡大和村大字大国玉までバイパスを新設する道路区域（8.18 km）が決定する[10]。
- 2001年（平成13年）3月1日：真壁郡大和村大字高森 - 西茨城郡岩瀬町大字中泉の区間が、通行する車両の最大重量限度25トンの道路に指定される[11]。
- 2004年（平成16年）
  - 3月22日：岩瀬町大字中泉 - 大和村大字大国玉の区間が、通行する車両の高さの最高限度4.1 mの道路に指定される[12]。
  - 9月21日：真壁町大字下谷貝地内で旧道区間（950 m）が指定解除により真壁町道に降格[13]。
- 2009年（平成21年）10月30日：筑西市宮後（一般県道下妻真壁線交点）地内でバイパスの一部（0.36 km）が開通[14][15]。
- 2011年（平成23年）5月20日：筑西市宮後地内のバイパスの一部（0.4 km）を供用開始[16]。
- 2014年（平成26年）2月27日：国道50号の道路改良に伴い、終点の付け替え道路の旧道側（85 m）が指定解除される[2]。
- 2017年（平成29年）3月30日：筑西市大字宮後の新道残存区間の供用により、筑西市宮後地内のバイパスが開通[17]。
- 2018年（平成30年）3月19日：筑西市大字宮後地内の勝宮交差点を経由する旧道（1.878 km）を指定解除し、筑西市に移管[18]。
- 2019年（平成31年）3月28日：桜川市真壁町上谷貝 - 同市真壁町大塚新田（0.393 km）の旧道が移管されて、県道指定を解除[19]。

### 旧道
- 筑西市宮後 - 勝宮交差点 - 桜川市真壁町下谷貝
筑西市宮後地内のバイパス（2017年開通）に平行する約1.9 kmの旧道。2018年3月に県道の指定を解除されて、筑西市に移管された。

## 路線状況

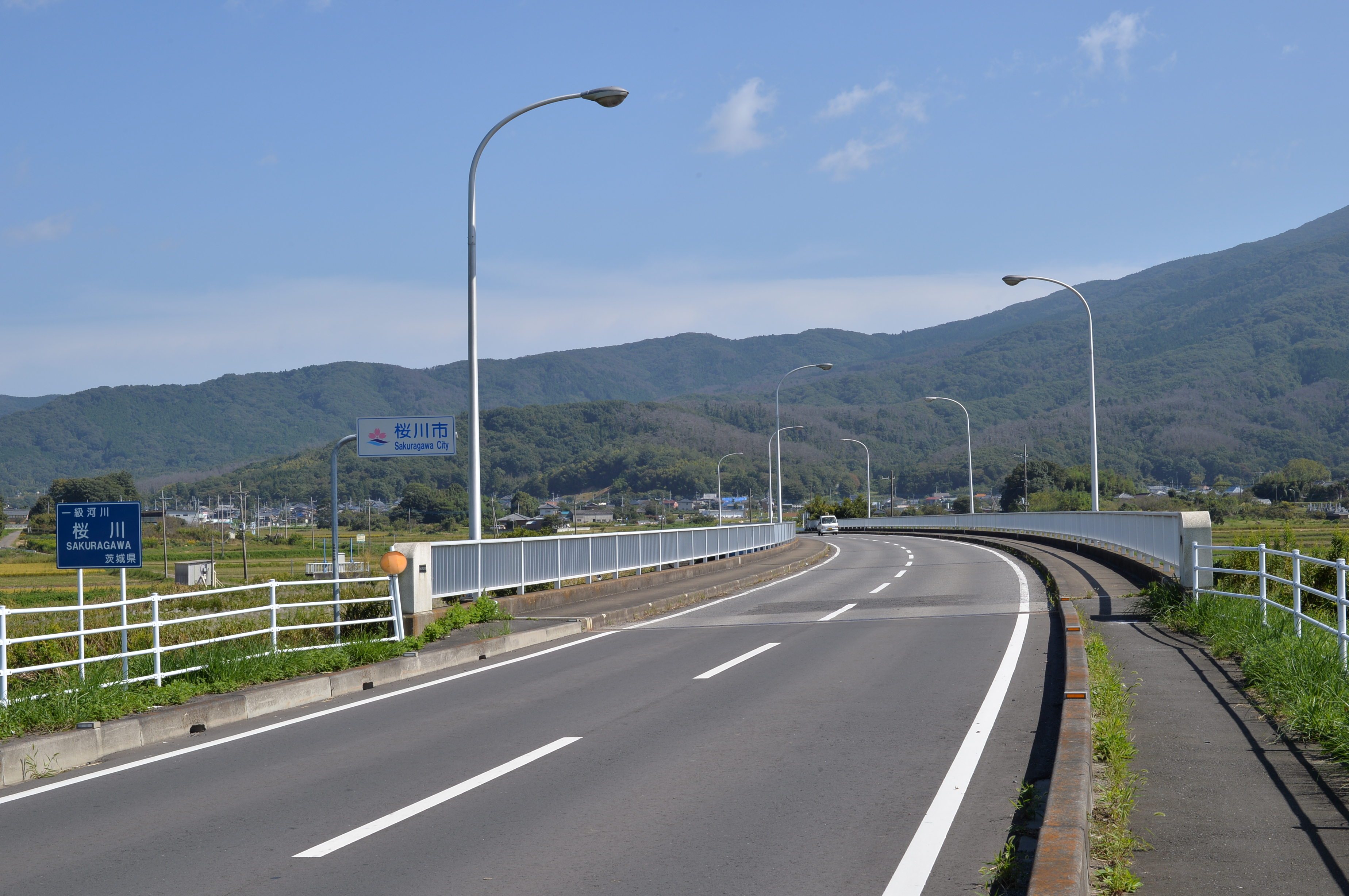
桜川に架かる中村橋

現道は北関東自動車道にアクセスする道路として利用されているが、幅員が狭小で屈曲部も多く、車両の通行や通学に支障を来しており、茨城県では、筑西市宮後から桜川市大国玉間（8.28 km）のバイパスの整備を、平成7年度から事業に着手し、2009年11月までに3.44 kmが開通している。
ほぼ全線において改良が進められている。
道路法の規定に基づき、桜川市大国玉（一般県道木崎雨引線交差） - 桜川市長方（長方交差点）間は、緊急輸送道路として機能を維持するため、災害発生時の被害拡大防止を目的に道路用地内に電柱を建てることが制限されている。

### 道路施設
- 中村橋（筑西市宮後 - 桜川市真壁町椎尾）
なかむらはし。一級河川桜川に架かる6径間鋼鈑桁橋でゆるいカーブがつけられている。昭和59年9月竣功。

## 地理

### 通過する自治体
- 茨城県
  - 桜川市 - 筑西市 - 桜川市

### 交差する道路
- 茨城県道41号つくば益子線（桜川市真壁町椎尾・起点）
- 茨城県道505号桜川土浦潮来自転車道線（桜川市真壁町椎尾）※別名：つくばりんりんロード
- 茨城県道131号下妻真壁線（筑西市宮後 勝宮交差点）
- 茨城県道7号石岡筑西線（桜川市真壁町細芝 細芝交差点）
- 茨城県道149号横塚真壁線（桜川市真壁町上谷貝 上谷貝交差点）
- 茨城県道151号荻島真壁線（桜川市大国玉 前原十字路）
- 茨城県道343号木崎雨引線（桜川市大国玉）
- 国道50号（桜川市中泉・終点 長方交差点）

### 沿線
- 桜川市立谷貝小学校（桜川市真壁町谷貝）
- 桜川市立大国玉小学校（桜川市大国玉）
- JR水戸線 大和駅（桜川市高森）